# Harry Worton
Pour les articles homonymes, voir Worton.
Harry Worton (17 février 1921-22 mars 2002) est un homme politique canadien de l'Ontario. Il est député provincial libéral de la circonscription ontarienne de Wellington-Sud de 1955 à 1985.

## Biographie
Né à Guelph en Ontario, Worton étudie au Guelph Collegiate et travaille ensuite comme cuisinier.

## Politique
Échevin dans le conseil municipal de Guelph en 1945, 1946, 1947, 1950 et en 1951, il occupe la fonction de maire de 1952 à 1955.
Élu en 1955, il est réélu en 1959, 1963, 1967, 1971, 1975, 1977 et en 1981. Worton passe l'ensemble de sa carrière politique dans l'opposition et ironiquement, alors qu'il ne se représente pas en 1985, les libéraux forme un gouvernement minoritaire.
Durant sa carrière, il occupe le poste de whip durant un certain temps. Il supporte Jim Breithaupt lors de la course à la direction du parti libéral en 1982. Worton n'opère jamais de bureau de circonscription et rencontre ses concitoyens à leur domicile privé. Bien que les médias locaux rapportent que Worton ne s'est jamais exprimé en chambre, son travail de parlementaire était tout de même très respecté.

## Après la politique
À la suite du décès de Worton en 2002, l'ancien chef libéral Robert Nixon exprime son respect et la contribution de Worton sur sa carrière.